# オーケーミュージック
株式会社オーケーミュージックは、岡山市北区表町に本社を置くカラオケ機器の販売及びレンタル、カラオケボックス、不動産事業を行っている企業である。

## 沿革
- 1975年4月 - 岡山市庭瀬にて竹射望が個人で岡山レジャーサービスを創業。音響機器のレンタル事業を開始。
- 1984年10月 - 岡山市表町に移転する。
- 1988年8月 - 株式会社オーケーミュージック設立。

## 本社・店舗
本社
岡山市北区表町3丁目22番31号
グレートパンプキン岡山駅前店（カラオケボックス）
岡山市北区奉還町1丁目11-1
パンプキン長船店（カラオケボックス）
パンプキン山陽店
カレント壱番館
ニューインタービル
風見鶏の館
中央町ヒルズ
西川100ビル
サルーテ中央町
本町OKビル
錦町ＯＫビル

## カラオケ機器の販売・レンタル事業
通信カラオケなどのカラオケ機器の販売・レンタル・リース事業を行っている。

## 不動産事業
岡山市北区にテナントビルを営業しており、賃貸事業を行っている。